# اعتلال العصب الزندي
اعتلال العصب الزندي هو اضطراب التي يصيب العصب الزندي وقد يحدث بسبب انحباس العصب الزندي الذي يسبب خدر ووخز في الأصابع. يمكن فحص وظيفة العصب الزندي باستخدام علامة فرومنت ، أو عن طريق إشارة «موافق» (التي سيكون الفرد غير قادر على القيام بها) ، يمكن أيضا فحص وظيفة العصب الزندي عن طريق تفريق الأصابع وتجميعها.

## العلامات وأعراض
من أهم أسباب اعتلال العصب الزندي الإصابة المباشرة و الضغط على الذراع والمعصم، وخاصة الكوع الجانب الداخلي من المعصم، وغيرها من المواقع القريبة من مسار العصب الزندي. يشكو كثير من المصابين تغيرات حسية في الأصبعين الرابع والخامس. نادرا يلاحظ الشخض أن إحساس غير طبيعي (تنميل) في الجانب الداخلي من البنصر (الاصبع الرابع). وأحيانا يشمل التأثير الإصبع الثالث أيضا وخاصة على الجانب الداخلي.
التغييرات الحسية مثل الشعور بالخدر أو الوخز غالبا ما تحدث في اليد. أما الشعور بالألم تميل إلى أن تكون أكثر شيوعا في الذراع، بما في ذلك منطقة الكوع، الذي هو على الارجح الموقع الأكثر شيوعا للألم في حالة اعتلال العصب الزندي.

## الأسباب
من بين الأسباب التي تؤدي إلى اعتلال العصب الزندي التالي:
- كسر النتوء المرفقي
- كسر عظم العضد البعيد
- كسر اللقيمة الداخلية
- ضغط فالجوس
- كسر فوق الأقمار
- انسداد عابر لشريان العضد
- مانعات الحمل تحت الجلدية
- هيموفيليا
- ورم
- إصابة بليغة

## الفيزيولوجيا
في ما يتعلق الفيزيولوجيا المرضية لاعتلال العصب الزندي: المحور العصبي، و طبقة المايلين يمكن أن تتأثر. ضمن المحور العصبي، كراسات الألياف الفردية يمكن أن تصاب وبذلك يحدق انخفاض في قوة التيار العصبي المتجه للوحدة الحركية. كتلة التوصيل تعني ضعف الإرسال عبر جزء من العصب. إزالة الميالين تعني انخفاض في سرعة التيار العصبي بينما إصابة الأعصاب تعني عدم وجود تيار عصبي أو انخفاض قوته.

## التشخيص
من بين الإجراءات التشخيصية التي يقام بها لتحديد ما إذا كان الفرد مصاب باعتلال العصب الزندي:
- اختبار التوصيل العصبي / دراسة التوصيل العصبي (سرعة التوصيل العصبي هو قياس الذي يتم معرفته في اختبار التوصيل العصبي[8])
- الفحص الجسمي
- التاريخ الطبي
- الأشعة السينية
- عد دموي شامل
- تحليل البول
- التصوير بالرنين المغناطيسي
- الموجات فوق الصوتية
- دراسة الأنسجة

## العلاج
علاج اعتلال العصب الزندي يتضمن: العقاقير المضادة للالتهابات الغير ستيرويدية NSAID. هناك أيضا خيار استخدام الكورتيزون. وخيار التجبير لتأمين الكوع وهو من الاجراءات التي أقرها البعض. في بعض الحالات هناك حاجة إلى عملية جراحية مثل افراج النفق المرفقي حيث أن الرباط في النفق المرفقي يقطع وبالتالي تخف حدة الضغط على العصب.

## مخرجات المرض
من حيث مخرجات اعتلال العصب الزندي، فك الضغط عن العصب في وقت مبكر يعيد وظيفة العصب الزندي إلى وضعها الطبيعي. والذي يجب أن يكون فوريا. متلازمة النفق المرفقي الشديدة تميل إلى أن تكون أسرع في عملية الشفاء في الأفراد دون سن 70 بالمقارنة بالأشخاص فوق هذا العمر. وأخيرا الجراحة عن متلازمة النفق المرفقي لا ترجع بنتائج إيجابية للأشخاص فوق 50 عاماً.

## طالع أيضًا
- اعتلال الأعصاب المحيطية
- اعتلال عضلي
- خلل المنعكسات اللاإرادي
- اعتلال عصبي حسي